# الجدة لولوة (مسلسل)
الجدة لولوة هو مسلسل كويتي اجتماعي تم انتاجه في 2015 يحاكي قصة المسلسل كيف تربي الجدة لولوة (حياة الفهد) أحفادها بعد أن توفي بناتها سوسن وحليمة وهم ذاهبين إلى أداء العمرة. المسلسل من إخراج محمد الدوايمة وتأليف دخيل النبهان. وبطولة حياة الفهد، محمد جابر، هدى الخطيب، ميار الشايع، عبد المحسن القفاص، غدير السبتي، فاطمة عبد الرحيم، ودانة المساعيد. كما قررت الفنانة حياة الفهد تقديم جزء ثانٍ من مسلسل "الجدة لولوة"، وذلك بالتعاون مع الكاتب دخيل النبهان، حيث تم الاتفاق على تفاصيل العمل الجديد. سيرتكز الجزء الثاني على أبطال الجزء الأول الذين كانوا في مرحلة الطفولة، لينتقل معهم إلى مرحلة الشباب، مع استمرار بعض الخطوط الدرامية وإيقاف أخرى، دون إضافة ممثلين جدد إلى طاقم العمل.